# シタラビン オクホスファート
シタラビン オクホスファート（Cytarabine ocfosfate）は、ピリミジン塩基アナログの抗がん剤の一つである。シタラビンとステアリルアルコールのリン酸ジエステルにあたる。
白血病の治療に用いられる。1992年10月に日本で承認された:表紙。

## 効能・効果
- 成人急性非リンパ性白血病
- 骨髄異形成症候群

## 副作用
重大な副作用として、下記のものが知られている。
- 骨髄抑制

汎血球減少（0.8％）、貧血、血小板減少、白血球減少、顆粒球減少等
- 間質性肺炎（0.3％）

## 薬物動態
シタラビン オクホスファートは経口投与後、主に肝臓でω-及び β-酸化を受け、更に肝臓で徐々にシタラビンとなって血中に移行する:17。シタラビンの血中濃度は単回投与後24時間で最大値となり、72時間後もその1⁄4の濃度が維持される:20。シタラビン オクホスファートの連日経口投与はシタラビン少量持続静脈内投与療法に相当する:21。

## 参考資料
1. 1 2 3 4  “スタラシドカプセル50／スタラシドカプセル100 インタビューフォーム”. www.info.pmda.go.jp. 2022年1月11日閲覧。
2. ↑  “スタラシドカプセル50／スタラシドカプセル100 添付文書”. www.info.pmda.go.jp. 2022年1月11日閲覧。
3. ↑  Kreis, W.; Chaudhri, F.; Chan, K.; Allen, S.; Budman, D. R.; Schulman, P.; Weiselberg, L.; Freeman, J. et al. (1985-12). “Pharmacokinetics of low-dose 1-beta-D-arabinofuranosylcytosine given by continuous intravenous infusion over twenty-one days”. Cancer Research 45 (12 Pt 1):  6498–6501. ISSN 0008-5472. PMID 3864533.
4. ↑  Ueda, T.; Imamura, S.; Kawai, Y.; Wano, Y.; Kamiya, K.; Tsutani, H.; Nakamura, T. (1990). “Successful treatment of myelodysplastic syndrome with 1-beta-D-arabinofuranosylcytosine 5'-stearylphosphate”. Leukemia Research 14 (11-12):  1067–1068. doi:10.1016/0145-2126(90)90121-o. ISSN 0145-2126. PMID 2280605.